# Garcinia lanessanii
Garcinia lanessanii är en tvåhjärtbladig växtart som beskrevs av Jean Baptiste Louis Pierre. Garcinia lanessanii ingår i släktet Garcinia och familjen Clusiaceae. Inga underarter finns listade i Catalogue of Life.